# Blanca Fernández Ochoa
Blanca Fernández Ochoa, španska alpska smučarka, * 22. april 1963, Madrid, Španija, † avgust ali september 2019, pobočje gore La Peñota.
Svoj največji uspeh kariere je dosegla na Olimpijskih igrah 1992, kjer je osvojila bronasto medaljo v slalomu, skupno je nastopila na štirih olimpijskih igrah. V svetovnem pokalu je tekmovala dvanajst sezon med letoma 1981 in 1992 ter dosegla štiri zmage in še šestnajst uvrstitev na stopničke. V skupnem seštevku svetovnega pokala se je najvišje uvrstila na četrto mesto leta 1988. Dvakrat je bila tretja v slalomskem seštevku ter po enkrat v veleslalomskem in superveleslalomskem seštevku.
Tudi štirje njeni sorojenci so bili alpski smučarji in udeleženci olimpijskih iger, Dolores Fernández Ochoa, Francisco Fernández Ochoa, Manuel Fernández Ochoa in Luis Fernández Ochoa.